# ソム
ソム（モンゴル語：ᠰᠤᠮᠤ、сум、転写：sumu、漢字表記：蘇木、簡体字：苏木）は、モンゴル国および中国内モンゴル自治区の行政区画。

## モンゴル国
モンゴル国においては県（アイマク）と村（バグ）の間にある行政区画である。全部で347あって、各々3000人ほどの人口を有する。

## 中華人民共和国
中華人民共和国においては内モンゴルに特有の郷級行政区画でホショー（旗、内モンゴルにおける県級行政区画）と村の間にある。モンゴル族以外の少数民族が多くを占めるソムは民族ソムと呼ばれている。なお内モンゴル以外でこれに相当する行政単位は民族郷と呼ばれている。